# Конклав 1458 года
Папский Конклав 1458 года (16 — 19 августа 1458 года), созванной после смерти Папы Каликста III, избравший в качестве его преемника кардинала Энеа Сильвио Пикколомини, который принял имя Пия II.

## Смерть Каликста III
Папа Каликст III, первый Папа из рода Борджиа, умер 6 августа 1458 года. Он подвергался резкой критике из-за своего непотизма и преданности по отношению к своим соотечественникам-каталонцам, очень непопулярным среди довольно ксенофобского римского населения. После смерти Папы открытое восстание против них прорвалось, и некоторые из его сторонников (например, его племянник Педро Луис де Борха) были вынуждены покинуть Рим.

## Список участников Конклава
На момент смерти Каликста III было 27 живущих кардиналов, из которых 19 были в Риме, но 14 августа кардинал Доменико Капраника, архипресвитер Священной Коллегии, неожиданно умер. В конклаве приняли участие 18 из 26 членов Священной Коллегии.
| Выборщик                                             | Происхождение | Титулярная церковь                                                          | Дата возведения в кардиналы | Кем возведён в кардиналы     | Примечания |
| ---------------------------------------------------- | ------------- | --------------------------------------------------------------------------- | --------------------------- | ---------------------------- | --- |
| Просперо Колонна (называли Кардинал Колонна)         | римлянин      | Кардинал-дьякон Сан-Джорджио-ин-Велабро                                     | 24 мая 1426 года            | Мартин V (кардинал-непот)    | Кардинал-протодьякон Священной Коллегии Кардиналов.                                                                                                |
| Джорджо Фиески (Кардинал Фиески)                     | генуэзец      | Кардинал-епископ Остии и Веллетри                                           | 18 декабря 1439 года        | Евгений IV                   | Декан Священной Коллегии Кардиналов; епископ Альбенги.                                                                                             |
| Исидор Киевский (Кардинал Русинский)                 | грек          | Кардинал-епископ Сабины; администратор SS. Marcellino e Pietro.             | 18 декабря 1439 года        | Евгений IV                   | Латинский патриарх Константинополя; администратор епархии Никосия.                                                                                 |
| Виссарион Никейский (Кардинал Никейский)             | грек          | Кардинал-епископ Фраскати; коммендатор Санти-Апостоли                       | 18 декабря 1439 года        | Евгений IV                   | Титулярный архиепископ Никеи и Тебе; администратор епархий Мацара дель Валло и Памплоны; кардинал-протектор ордена базилиан.                       |
| Гийом д’Эстутевилль, O.S.B.Cluny (Кардинал Руанский) | француз       | Кардинал-епископ Порто и Санта-Руфина                                       | 18 декабря 1439 года        | Евгений IV                   | Архиепископ Руана и администратор епархии Сен-Жан-де-Морьен; архипресвитер патриаршей Либерийской базилики; кардинал-протектор ордена августинцев. |
| Хуан Торквемада, O.P. (Кардинал Сан-Систо)           | кастилец      | Кардинал-священник Санта-Мария-ин-Трастевере                                | 18 декабря 1439 года        | Евгений IV                   | Администратор субурбикарной епархии Палестрины; аббат коммендатарио Субьяко.                                                                       |
| Пьетро Барбо (Кардинал Сан-Марко)                    | венецианец    | Кардинал-священник Сан-Марко                                                | 1 июля 1440 года            | Евгений IV (кардинал-непот)  | епископ Виченцы; архипресвитер патриаршей Ватиканской базилики.                                                                                    |
| Антонио де ла Серда (Кардинал Мессинский)            | каталонец     | Кардинал-священник S. Lucia in Septisolio                                   | 16 февраля 1448 года        | Николай V                    | епископ Лериды; администратор епархии Джовинаццо.                                                                                                  |
| Латино Орсини (Кардинал Орсини)                      | римлянин      | Кардинал-священник Санти-Джованни-э-Паоло                                   | 20 декабря 1448 года        | Николай V                    | Администратор епархии Бари; Архипресвитер патриаршей Латеранской базилики.                                                                         |
| Ален де Кётиви (Кардинал Авиньонский)                | француз       | Кардинал-священник Санта-Прасседе                                           | 20 декабря 1448 года        | Николай V                    | епископ Авиньона и администратор епархий Нима и Доля.                                                                                              |
| Филиппо Каландрини (Кардинал Болонский)              | болонец       | Кардинал-священник Сан-Лоренцо-ин-Лучина                                    | 20 декабря 1448 года        | Николай V (кардинал-непот)   | епископ Болоньи. |
| Луис Хуан де Мила и де Борха (Кардинал Сегорбский)   | каталонец     | Кардинал-священник Санти-Куаттро-Коронати                                   | 20 февраля 1456 года        | Каликст III (кардинал-непот) | Администратор епархии Сегорбе; легат в Болонье. |
| Хуан де Мелла (Кардинал Саморский)                   | кастилец      | Кардинал-священник Санта-Приска                                             | 17 декабря 1456 года        | Каликст III                  | епископ Саморы. |
| Джованни Кастильоне (Кардинал Павийский)             | миланец       | Кардинал-священник Сан-Клементе                                             | 17 декабря 1456 года        | Каликст III                  | епископ Павии. |
| Энеа Сильвио Пикколомини (Кардинал Сиенский)         | сиенец        | Кардинал-священник Санта-Сабина                                             | 17 декабря 1456 года        | Каликст III                  | епископ Сиены и епископ Вармии. |
| Джакомо Тебальди (Кардинал Санта-Анастазия)          | неаполитанец  | Кардинал-священник Сант-Анастазия                                           | 17 декабря 1456 года        | Каликст III                  | Архиепископ Неаполя; Камерленго Священной Коллегии Кардиналов.                                                                                     |
| Жаиме Португальский (Кардинал Португальский)         | португалец    | Кардинал-дьякон S. Eustachio                                                | 20 февраля 1456 года        | Каликст III                  | архиепископ Лиссабона; администратор епархии Пафоса.                                                                                               |
| Родриго Борджиа (Кардинал-вице-канцлер)              | каталонец     | Кардинал-дьякон S. Nicola in Carcere; коммендатарио Санта-Мария-ин-Виа-Лата | 20 февраля 1456 года        | Каликст III (кардинал-непот) | Вице-канцлер Святой Римской Церкви; администратор Валенсии; генералиссимус папских войск.                                                          |

Таким образом, восемь выборщиков были итальянцами, пять — испанцами, по двое — французами и греками и один — португальцем. Семеро из них получили кардинальские шапки из рук Каликста III, шесть — Евгения IV, четверо — Николая V и один — Мартина V.

## Отсутствующие кардиналы
Восемь кардиналов не принимали участия в этом Конклаве:
Из отсутствующих кардиналов четверо были созданы Евгением IV, двое Николаем V и один Каликстом III. Пьер де Фуа был последним оставшимся в живых кардиналов Великого западного раскола и был возведён пизанским антипапой Иоанном XXIII.
Среди них были три француза, два немца, один испанец, один итальянец и один венгр.

## Кандидаты на папство
Главной озабоченностью на Конклав 1458 года стал быстрый рост эффективной власти и влияния французской монархии в последние годы Столетней войны, которая недавно завершилась французской победой. Основные итальянских государств — Неаполитанское королевство, Генуэзская республика и Миланское герцогство — опасались возрождения французского интереса к итальянским делам и пытались помешать возвышению французского папы любой ценой. Официальный кандидат от Милана был Доменико Капраника. Кампания за его избрание в предконклавный период была настолько успешной, что в этом появилась почти уверенность, что он будет избран на папский престол. Но кардинал Капраника скоропостижно скончался 14 августа 1458 года, за два дня до начала Конклава, оставив свою партию в большом замешательстве. Оттон де Карретто, миланский посол в Риме, принял быстрое и ни с кем не посоветовавшееся решение о поддержке кардинала Энеа Пикколомини и сумел убедить Латино Орсини, одного из самых влиятельных кардиналов, чтобы поддержать его в этой акции. Основным кандидатом про-французской партии был д'Эстутевилль. Виссарион Никейский, Торквемада и Каландрини также были рассмотрены как папабили.